# Francesca da Rimini (film 1910)
Francesca da Rimini è un cortometraggio muto del 1910 diretto da James Stuart Blackton. Venne interpretato da Edwin R. Phillips e Florence Turner. Prodotto dalla Vitagraph e distribuito dalla General Film Company, uscì nelle sale il 19 novembre 1910.
La storia era tratta dalla tragedia di Gabriele D'Annunzio ed era già stata diretta da Blackton nel 1908 in Francesca da Rimini, film conosciuto anche come The Two Brothers e interpretato sempre da Florence Turner.

## Produzione
Il film fu prodotto dalla Vitagraph Company of America

## Distribuzione
Distribuito dalla General Film Company, il film uscì nelle sale cinematografiche statunitensi il 19 novembre 1910.